# スタージェット (旅客機)

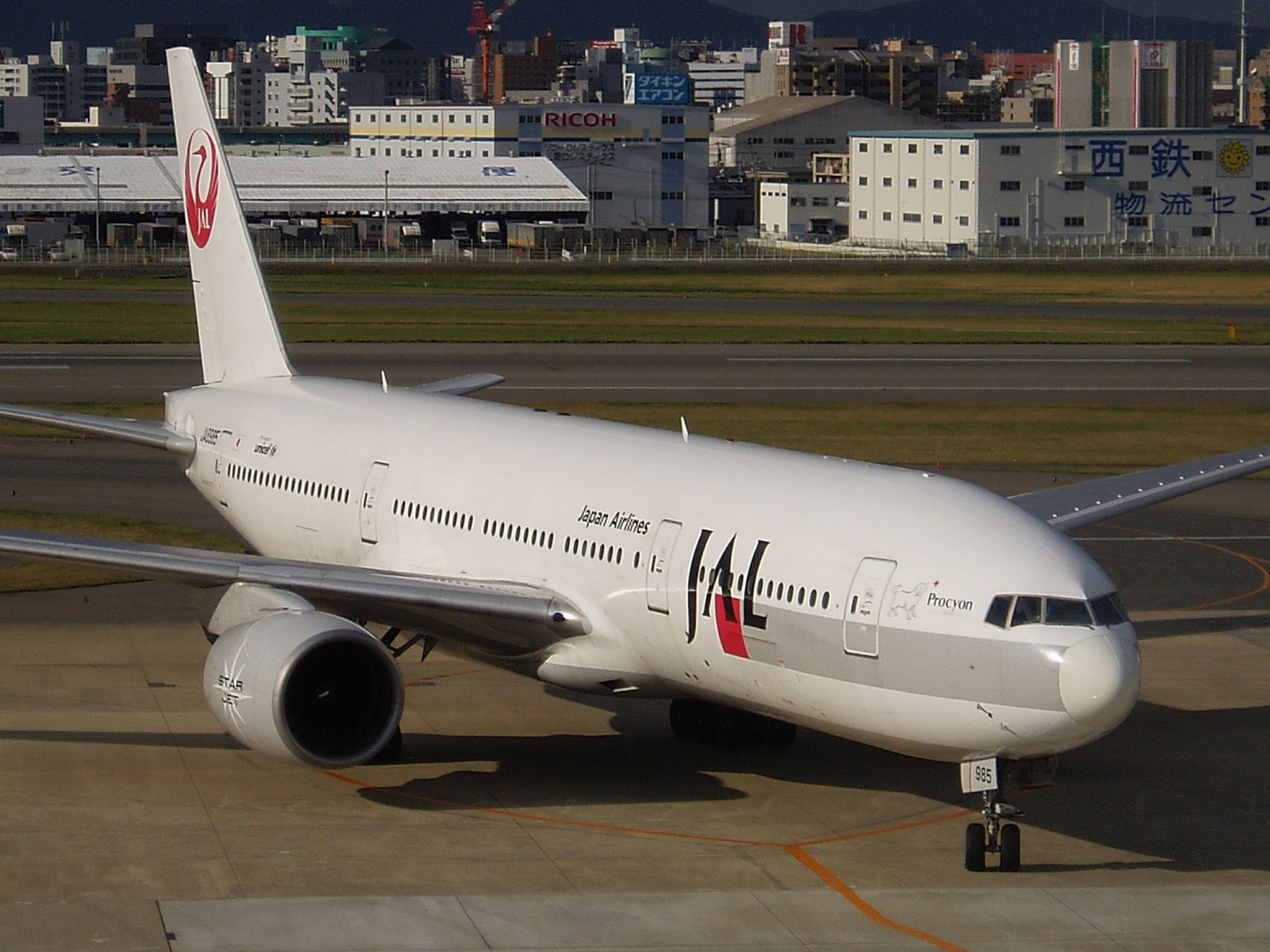
JA8985（プロキオン、2005年11月16日撮影）

スタージェット (STAR JET) は、かつて日本航空が運航するボーイング777型機のうち国内線仕様の機材に付けられていた愛称である。

## 概要
このスタージェットは1996年4月に就航した777-246 (JA8981 - JA8985) と1998年8月に就航した777-346 (JA8941 - JA8945) それぞれ5機に付けられた愛称であり、また、この10機には星座であるα星にちなむ愛称が付けられている。しかし現在では同型機の増備が進み、2003年に日本航空と旧日本エアシステムが合併したいわゆる「JJ統合」以降徐々に新塗装へと塗装され、2008年5月31日をもって最後まで残ったJA8985「プロキオン号」も3代目塗装での役目を終えた（このJA8985は国際線機材であるB767-300ERのJA603Jと共に、3代目塗装最後の機体である）。なお、国際線機材にはもともと愛称はなかった。
なお、2014年6月17日付で元シリウス号のJA8981が抹消され、JALの777としては退役第1号となった。
2022年現在は全機が退役している。

## 愛称一覧
- 777-200型
  - シリウス（おおいぬ座 JA8981）
  - ベガ （こと座 JA8982）
  - アルタイル（わし座 JA8983）

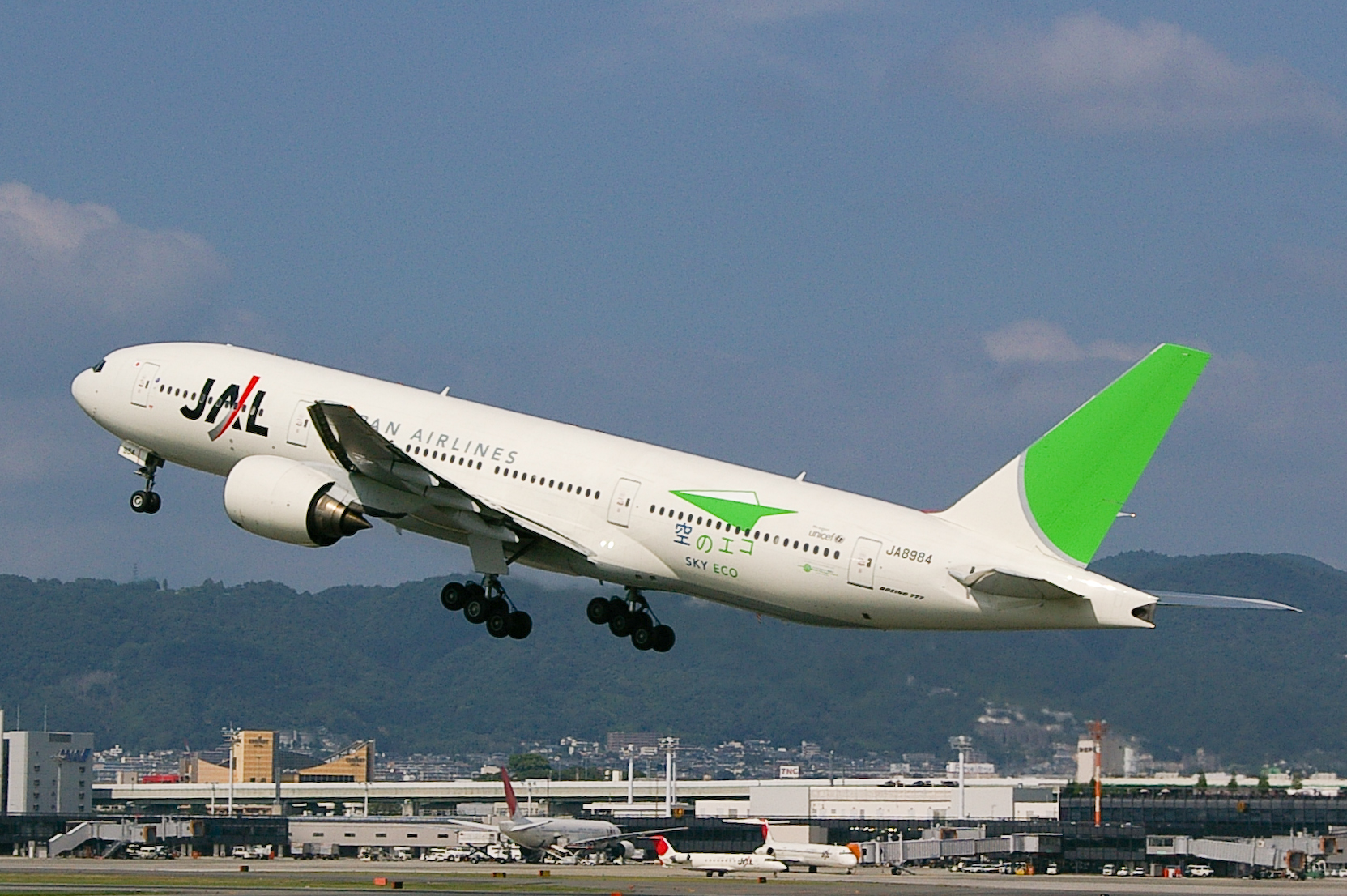
JA8984（JALエコジェット、2008年9月撮影）

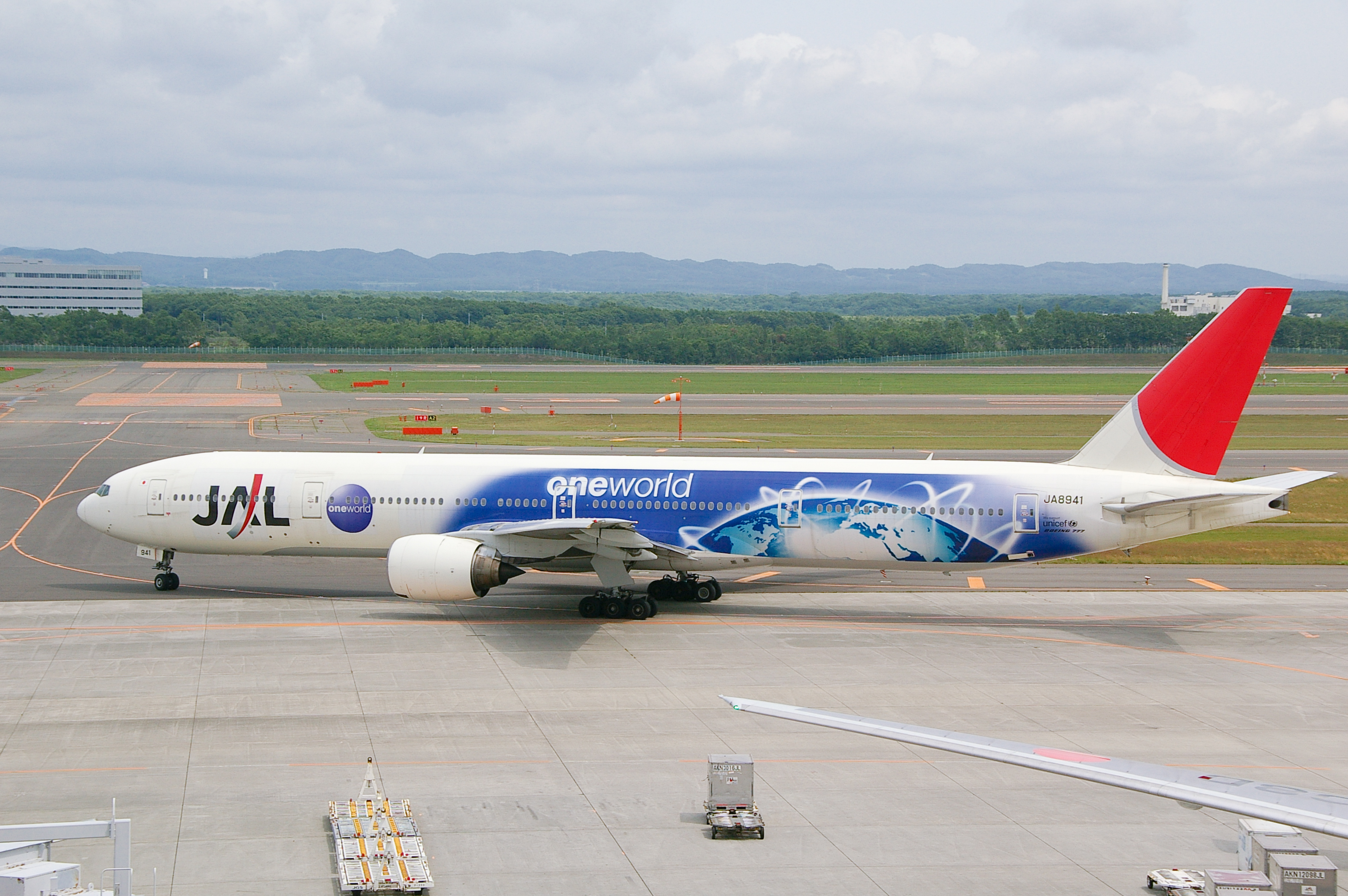
JA8941（JALワンワールド・デザイン機、2007年8月撮影）

  - ベテルギウス（オリオン座 JA8984）
  - プロキオン （こいぬ座 JA8985)
- 777-300型
  - レグルス（しし座 JA8941）
  - スピカ（乙女座 JA8942）
  - アルクトゥルス（うしかい座 JA8943）
  - アンタレス（さそり座 JA8944）
  - デネブ（はくちょう座 JA8945）